# Phaloe lorzae
Phaloe lorzae là một loài bướm đêm thuộc phân họ Arctiinae, họ Erebidae.